# 391 TCN
391 TCN là một năm trong lịch La Mã.